# تیم دیوین
تیم دیوین (انگلیسی: Tim Deavin؛ زادهٔ ۲۷ ژوئیهٔ ۱۹۸۴) بازیکن هاکی روی چمن اهل استرالیا است.
او برای تیم  هاکی مردان استرالیا (ملقب به کوکابوراس) بازی می کند.  اولین بار او در سال ۲۰۱۰ برای تیم ملی بزرگسالان استرالیا بازی کرد.